# Soueix-Rogalle
Soueix-Rogalle is een gemeente in het Franse departement Ariège (regio Occitanie) en telt 359 inwoners (2005). De plaats maakt deel uit van het arrondissement Saint-Girons.

## Geografie
De oppervlakte van Soueix-Rogalle bedraagt 13,9 km², de bevolkingsdichtheid is 25,8 inwoners per km².
De onderstaande kaart toont de ligging van Soueix-Rogalle met de belangrijkste infrastructuur en aangrenzende gemeenten.

## Demografie
Onderstaande figuur toont het verloop van het inwonertal (bron: INSEE-tellingen).

Vanwege een beveiligingsprobleem met de MediaWiki Graph-software is het momenteel niet mogelijk deze grafiek weer te geven. Zodra de software is bijgewerkt zal de grafiek vanzelf weer zichtbaar worden.